# Рильський Іван Васильович
Іван Васильович Рильський (урожд. Іван Васильович Аполлонов; 1 (15) жовтня 1876, с. Ламоново, Звенигородський повіт, Московська губернія — 29 грудня 1952, Москва) — російський і радянський архітектор, педагог, дослідник і реставратор. Дійсний член Академії архітектури СРСР, професор, доктор архітектури. Один з ініціаторів створення в Москві Музею архітектури.

## Біографія
Народився 1 (15) жовтня 1876 року в родині селянина Василя Аполлоновича Аполлонова в с. Ламоново Звенигородського повіту. Прізвище Рильський отримав від місцевого поміщика, який його всиновив. 
1888 року Іван став вихованцем Московського училища живопису, ліплення і зодчества (МУЖВЗ). Наступні десять років він здобував професійний досвід як помічник педагогів Училища: 
- виконував креслення в архітектора Олександра Померанцева в період проектування і будівництва Верхніх Торгових рядів (нині рос. ГУМ) на Красній площі в Москві 1889 - 1893 рр.
- брав участь у проектуванні церкви для маєтку Самаріних у селі Васильєвському Самарської губернії під керівництвом Сергія Соловйова (будівля не збереглася, 1894)
- обмірював пам'ятники XVII століття в Ярославлі й Ростові Великому, а в 1896 - 1897 роках виконував обміри Сухаревої вежі на замовлення Московського міського повіту.

1899 року брав участь у створенні моделі Великої срібної медалі Училища, а саме розробка проекту церкви в національних формах. За цей проект у 1900 році Рильський отримав звання класного художника архітектури й був нагороджений цією ж медаллю.
Після 1900 року Іван Рильський здійснив нетривалу професійну подорож Європою, де під керівництвом Роберта Мельцера працював над розробленням проекту павільйонів Росії для Всесвітньої виставці в Парижі. Після повернення в Росію потрапив на короткострокову військову службу та вступив до Вищого художнього училища Імператорської Академії мистецтв для вдосконалення своєї професійної майстерності. 
1903 року молодого спеціаліста нагороджують золотою медаллю імені О.Ф. Ржевської та М.А. Демидова за найкращі досягнення в механіці, а саме за метод графічного розрахунку статично невизначених ферм на прикладі будівництва Верхніх Торгових рядів. 
1904 року відмінно закінчив курс Імператорської Академії мистецтв і здобув звання художника-архітектора. У тому ж році був мобілізований у зв'язку з початком російсько-японської війни; проходив службу в Омську як військовий інженер. 
У 1906—1907 рр. був направлений у пенсіонерську поїздку за кордон, а саме в Лондон, а пізніше в Індію.
Після повернення з Індії 1907 року Іван Рильський виступав як автор проекту розпису собору Олександра Невського на Міуській площі в Москві (арх. О. Померанцев). Того ж року розпочав викладацьку діяльність в архітектурному відділі Училища, де вперше впроваджує у навчальну програму курс з практики обмірів давньоруських пам'ятників. 
1908 року був запрошений викладачем архітектурного проектування на Жіночі будівельні курси Франца Контрима (приватні), а з 1910 року викладав у Середньому будівельному училищі московських інженерів і педагогів.  
Паралельно, Іван Рильський, брав активну участь у діяльності Імператорського Московського археологічного товариства: з 1909 року — член-кореспондент, 1910 — дійсний член, 1913 — Секретар комісії по збереженню давніх пам'ятників, змінивши з цієї посади Івана Машкова, з 1920 року — заступник голови Товариства.
Як представник Московського археологічного товариства керував реставрацією Успенського собору, Храму Василя Блаженного, Троїцького собору Троїцько-Сергієвого монастиря і Крутицького подвір'я. 1910 року разом з Ігорем Грабарем й Іваном Жолтовським був членом міського журі конкурсу «краси фасадів» у Москві.
Паралельно з громадською й викладацькою діяльністю займався власною архітектурною практикою. Підмайстром І. Рильського деякий час працював архітектор Артур Карст.
1918 року був членом Комісії з охорони пам'ятників мистецтва й старовини Московської ради, входив до складу Спеціальної комісії зі створення «архітектурно-художнього фонду» Республіки. 1918—1926 рр. Іван Рильський керував реставрацією споруд Московського Кремля. 1925 року — голова комісії з вивчення архітектури в архітектурній секції Державної академії художніх наук (рос. ГАХН), у 1927—1928 роках був обраний заступником голови ради з питань реставрації при Наркомпросі.
Іван Рильський викладав у ВХУТЕМАСі, з 1925 року — декан архітектурного факультету, а з 1934 року — завідувач навчальною частиною. Не дивлячись на численні реорганізації Інституту, зберігав посаду завідувача кафедри архітектурного проектування (1923—1951); з 1936 року — заступник директора МАрхІ з навчальної частини. Крім того, був викладачем у таких навчальних закладах — Практичному будівельному політехнікумі (1923—1924), Московському інституті цивільних інженерів (1923—1925), Московському вищому технічному училищі (1918—1925). Серед учнів Івана Рильського — Михайло Барщ, Михайло Парусніков та інші архітектори.
У червні 1933 року Іван Рильський виступив на засіданні правління Спілки архітекторів із доповіддю про необхідність створити Музей архітектури в Москві і у 1934 році було засновано Державний науково-дослідний музей архітектури імені Олексія Щусева. 
У 1939 році був обраний дійсним членом Всесоюзної Академії архітектури. У 1942 році очолив комісію Академії архітектури СРСР з відновлення зруйнованих під час війни пам'ятників архітектури. У 1940—1948 роках  — голова Вченої ради управління у справах мистецтв при РНК РРФСР із реставрації пам'ятників Музею-заповідника колишньої Троїце-Сергієвій лаврі в Загорську.
Іван Рильський мешкав у Москві за адресою Останній провулок (рос. Последний переулок) 26. Помер 1952 року, похований у Москві на Новодівочому кладовищі (ділянка № 3).

## Праці
- Проект розпису собору Олександра Невського (1907, Москва, Міуська площа), не зберігся;
- Прибутковий будинок Ледницького (1909—1910, Москва, Кривонікольський провулок, 8);
- Двоповерховий будинок Банзи (1913) і двоповерхова будівля Германа (1914) у садибі Виноградово;
- Заміський будинок Ледницького (1911—1912, Віленська губернія);
- Дача Удіна (1911—1912, Іваново);
- Туберкульозний санаторій (1911—1912, Іваново);
- Заміський будинок у маєтку Вогау за Савеловською залізницею (1911—1912);
- Дача Ф. Ф. Надлера (1913, Іваново);
- Вищі жіночі курси (1913, Санкт-Петербург);
- Перебудова міської садиби Я. А. Рекка (1913, Москва, Велика Нікітська вулиця, 56 стор. 2)[8];
- Прибутковий будинок, спільно з А. В. Івановим (1914, Москва, Садова-Спаська вулиця, 18);
- Прибутковий будинок (1915, Москва, Трубниковський провулок, ?);
- Військове містечко (клуб, літній театр, будинок інвалідів, земська школа і реальне училище) (1915—1916, Стариця);
- Реставрація стіни Китай-місто, спільно з М.В. Марковніковим, О.Ф. Мейснером, І. П. Машковим, І. Є. Бондаренко, С. К. Родіоновим та ін. (1919—1921, Москва), не збереглася.
- Відновлення шатрика Беклемишевської вежі (1920, Московський Кремль)

## Нагороди
- орден Трудового Червоного Прапора (7 грудня 1946)